# Vila V Holešovičkách 25
Vila V Holešovičkách 25 je rodinná vila v Praze 8-Libni. Od 12. října 2006 je chráněna jako nemovitá kulturní památka České republiky společně s oplocením a zahradou.

## Historie
Funkcionalistickou vilu postavenou v letech 1926–1929 stavitelem B. Hávou navrhl architekt Kotratschek. K roku 1938 byl jejím majitelem obchodník Rudolf Pick.

## Popis
Samostatně stojící dvoupatrový objekt má zvýšený suterén, střešní terasu a zahradu s oplocením ve výrazném svažitém terénu. V úrovni chodníku na jižní straně je hlavní vstup do domu a vjezd do garáže. Tento vchod s původními dveřními křídly vede na kryté vstupní schodiště se zaobleným tvarem zastřešení konstrukcí s luxfery.
Vila má na jihozápadním nároží půlkruhově vybíhající rizalit s obytnými prostory, na severovýchodním nároží předstupující rizalit se schodištěm. Fasáda zvýšeného suterénu je až po parapety oken v přízemí z režného cihelného zdiva, na ní navazuje hladká fasáda horních pater.
V horním patře v místech zaobleného nároží se nachází horizontální zasklená stěna zimní zahrady s drobným kruhovým oknem. Zeď zakončuje prostě profilovaná římsa a plochá střecha s terasou. Nástavbu terasy s krytou lodžií na jižní straně nesou hranolové pilíře. Fasáda terasy i nárožního pilíře je z režného zdiva a se zaoblenými rohy. Zábradlí ploché střechy z horizontálních tyčových profilů má dělicí kolmé prvky.
V objektu se dochovala dispozice i architektonické a umělecké řemeslné vybavení interiérů. Původní jsou dveře se zabroušenými skleněnými výplněmi a kováním i nástěnná a stropní svítidla s půlkruhovým motivem, dva krby v přízemí obložené bílým a červeným mramorem, vitríny se zaoblenými rohy a rovněž imitovaný strop v přízemí s podloženými trámy a původním stropním vloženým svítidlem. Do původního stavu byla také obnovena barevnost stěn. Schodišti do pater zůstaly kamenné stupně s vpadlou plochou na čelní straně schodnic a široké leštěné dřevěné madlo, které zakončuje parapetní stranu schodiště do prostoru domu.
Na vilu navazuje zahrada, členěná teréními terasami s řadou hodnotných vzrostlých stromů.